# كفريحمول
كفريحمول قرية سورية تتبع ناحية معرة مصرين في منطقة مركز إدلب في محافظة إدلب. بلغ عدد بعد نزوح بعض القرى إليها سكانها25000 نسمة في عام 2024 حسب إحصاء المكتب المركزي للإحصاء.